# Carthasis decoratus
Carthasis decoratus är en insektsart som först beskrevs av Philip Reese Uhler 1901.  Carthasis decoratus ingår i släktet Carthasis och familjen fältrovskinnbaggar. Inga underarter finns listade i Catalogue of Life.